# Jeníkovice (okres Pardubice)
Obec Jeníkovice se nachází v okrese Pardubice, kraj Pardubický. Žije zde 242 obyvatel.

## Historie
První písemná zmínka o obci pochází z roku 1227.